# Mickael Carreira
Mickael Carreira (Dourdan, 3 de abril de 1986), nome artístico de Mickael Araújo Antunes é um cantor e letrista português de música de expressão portuguesa que alterna entre os géneros Pop, Ligeira e Latina. Mickael herdou o apelido artístico Carreira do nome artístico do pai Tony Carreira. Mickael Carreira também é conhecido entre os fãs por Micka. Com três álbuns de estúdio lançados, dois álbuns de edição especial, e um álbum ao vivo, Mickael obteve um total de 6 discos de ouro e 9 de platina, o que equivale a 170 mil cópias vendidas. Lançou os dois primeiros álbuns (incluindo as duas edições especiais) pela editora Vidisco entre 2006 e 2007. Em 2009 assinou pela editora Farol Música, pela qual lançou os dois últimos álbuns entre 2009 e 2010.
Mickael Carreira realiza concertos em Portugal e em países com predominância de comunidades de emigrantes portugueses, como França, Canadá, Luxemburgo e Suíça.

## Biografia
Carreira nasceu em Dourdan, Essonne na França. É filho do cantor Tony Carreira e de Fernanda Antunes, gestora da carreira artística do ex-marido. Tem dois irmãos mais novos: David Antunes, também cantor, e Sara Antunes, que faleceu em dezembro de 2020 com 21 anos.
Passou a infância em França até ao regresso da família Carreira para Portugal aos 15 anos. Quando criança, estudava em um conservatório francês onde começou a tocar piano, mais tarde interessou-se pela guitarra o que o ajudou muito a compor.
O primeiro trabalho discográfico É Verão Portugal do seu pai Tony Carreira, que contém uma faixa dedicada a Mickael, intitulada O Meu Pequeno Herói.
De 2014 a 2018, Mickael Carreira foi dos mentores do programa The Voice Portugal emitido pela RTP 1.

### Vida pessoal
Entre 2007 e 2008 Mickael esteve em relacionamento amoroso com a atriz Luciana Abreu. A relação entre os dois não tinha a aprovação do pai do cantor. Entre idas e vindas o namoro de quase dois anos terminou mal em julho de 2008 com os dois não se falando mais.
Logo em seguida houve rumores de um relacionamento com a apresentadora Marta Leite de Castro, negado por ambos.
Desde 2012 Mickael encontra-se em um relacionamento com a apresentadora Laura Figueiredo.
Em novembro de 2016, Mickael Carreira anunciou que será pai pela primeira vez, fruto do namoro de três anos e meio com Laura Figueiredo.
Em março de 2017, ele torna-se pai de uma filha chamada Beatriz e a dedica um tema chamado O teu lugar.
Em julho de 2023, volta a ser pai de um filho chamado Gabriel.

## Carreira

### 2006—2007:Mickael
Após ano e meio a preparar o seu primeiro álbum com o produtor Ricardo Landum, é lançado a 14 de julho de 2006 o álbum homónimo Mickael, no formato CD, editado pela Vidisco, com 13 faixas. A 19 de janeiro de 2007 é reeditado em um CD e DVD Mickael - Edição especial que inclui, para além das faixas do primeiro álbum, mais duas originais perfazendo 15 faixas no CD. O DVD incluir três vídeos musicais, dois vídeos making-of e fotografias.[carece de fontes?]
Estreia-se a solo em palco a 10 de fevereiro de 2007 no Pavilhão Multiusos da cidade de Guimarães, perante uma plateia de mais de 8 mil pessoas. No final do concerto, Mickael Carreira recebe a certificação de tripla platina dos mais de 60 mil discos vendidos do seu primeiro álbum. Este concerto é o arranque da sua primeira digressão. O concerto de abertura foi ensaiado durante as duas semanas anteriores e envolveu uma equipa de 60 pessoas. Chegaram a ensaiar 10 horas seguidas. Além da digressão nacional, iniciada em fevereiro de 2007, o cantor apresentou-se para as comunidades portuguesas de França, Suíça e Canadá. A 1º de abril de 2007, Mickael Carreira recebe o prémio "Melhor Revelação do Ano" da XIV Gala dos Globos de Ouro. Em agosto do mesmo ano, seu disco de estreia recebeu a certicicação de 3x Platina pelas 80 mil cópias vendidas.

### 2007—2010:Entre NóseTudo O Que Eu Sonhei
Em novembro de 2007 é lançado seu segundo álbum de estúdio chamado Entre Nós pela editora Vidisco, composto por dois CDs. Em 23 de maio de 2007 é lançada uma edição especial deste álbum composto por um CD e um DVD. O CD contém uma faixa adicional. Este álbum obteve um disco de ouro e um disco de platina.
Em 2007, Mickael Carreira foi o segundo artista mais bem pago em concertos, ultrapassado apenas pelo seu pai Tony Carreira que figurou em primeiro lugar.
Iniciou a digressão Entre Nós a 8 de março de 2008 no Coliseu do Porto que contou pela primeira vez com a participação do pai, cantando em dueto a música Filho e Pai. Terminou a digressão a 27 de dezembro de 2008 no Pavilhão Multiusos em Guimarães, cuja receita de bilheteira reverteu para fins solidários.
Em inícios de 2009, Mickael Carreira, até aí editado pela Vidisco, assina pela editora Farol Música, a mesma pela qual o pai editava os lançamentos. A 20 de maio de 2009 é lançado o seu terceiro álbum Tudo O Que Eu Sonhei com uma sonoridade latina, com um bit de dança e uma mensagem romântica. O trabalho contém 13 faixas inéditas, incluindo a música “Chama por mim (Call My Name)”, o seu primeiro dueto num álbum, este com a artista Anggun. Gravado em Paris, teve como produtores FB Cool (mistura) e Patrick Olivier (arranjos), e temas da autoria de Ricardo Landum e Tony Carreira.

### 2010—2012:Ao Vivo no Coliseu de LisboaeViver a Vida
Em fevereiro de 2010, dá um concerto no Coliseu dos Recreios, também denominado Coliseu de Lisboa, com lotação esgotada, que origina o seu primeiro CD ao vivo sob o nome Mickael ao Vivo no Coliseu de Lisboa a 31 de maio de 2010. Disco duplo e um DVD ao vivo que inclui três temas inéditos, gravados com o produtor mexicano, Armando Ávila. O concerto teve a participação do pai, Tony Carreira e da cantora Anggun.
Em 2011 Mickael, além de sua digressão de cerca de 40 concertos, esteve em Miami a trabalhar no seu novo álbum, produzido por Rudy Pérez e Julio Reyes Copello, que já trabalharam com Jennifer Lopez, Beyoncé, Christina Aguilera, Ricky Martin, entre outros. O disco foi lançado dia 7 de Maio de 2012, nos locais habituais sob o título Viver a Vida. Os 12 temas originais confirmam o estilo pop vibrante de Carreira incluindo "Volto a Ti", dueto com Rita Guerra, uma grande voz portuguesa, e ainda o tema "Dança Comigo" gravado em duas versões. Uma com a estrela latina Jon Secada e a outra com o rapper My-Kul Leeric
Ainda no decorrer do ano 2011, Mickael foi reconhecido por Julio Copello como um cantor português "sensação", na revista internacional "Billboard", motivo de orgulho para Mickael que vê o seu trabalho recompensado.[carece de fontes?] Em 2012 recebeu uma estrela em sua homenagem no Muro da Fama - Nirvana Studios.

### 2013—2015: carreira internacional eSem Olhar Para Trás
Em abril de 2013, após assinar contrato com a Warner Music, foi anunciado que Micka iria lançar um álbum em espanhol e que viria a dividie seu tempo entre Cidade do México e Miami. No mesmo ano integrou a trilha sonora da telenovela mexicana Por siempre mi amor com a canção “Yo puedo esperar” tema do casal Aranza (Thelma Madrigal) e Esteban (Pablo Lyle).
No final do mês de março de 2014 estreou como jurado do talent show The Voice Portugal junto a Marisa Liz, Anselmo Ralph e Rui Reininho. Em julho do mesmo ano foi lançado o single “Bailando” com o cantor espanhol Enrique Iglesias. Esta é uma versão em português e castelhano da música original que está presente no álbum Sex and Love do cantor espanhol. Seu segundo single em castelhano é “La Despedida”, lançado no mês de agosto. Segundo Mickael a música de amor “fala sobre chegar a um ponto em seu relacionamento onde as coisas não estão bem e que é melhor para cada um seguir o seu próprio caminho”. Seu álbum Sem Olhar Para Trás foi lançado em novembro de 2014 sendo certificado como disco de platina menos de dois meses depois.

### 2016:Instinto
O sexto álbum de estúdio de Mickael foi lançado a 11 de novembro de 2016 com um concerto no Coliseu do Porto onde suas canções serão apresentadas pela primeira vez. O disco se intitula Instinto, é o primeiro editado pelo cantor junto à Universal Music Portugal e marca os dez anos de carreira do artista. O disco entrou diretamente para o top 3 dos álbuns mais vendidos em Portugal na semana de lançamento. Seu primeiro single foi a canção "Fácil" lançada a 2 de setembro de 2016. No teledisco da canção, Mickael interpreta um nerd que conquista a rapariga mais bonita de uma festa na piscina. O teledisco foi produzido por Jowan e Rolo e com coprodução de Mosty, tendo como base uma ideia original do cantor.
O segundo single a ser lançado foi “Imaginamos”, canção co escrita por Carreira e Diogo Piçarra, Ben Monteiro, Alex D’Alva Teixeira e Vasco Ramos. O single seguinte seria “Ya Ya Ya”, tema que conta com a colaboração de Sebastian Yatra, jovem revelação da música colombiana. Depois de ter sido lançado o single, o videoclip foi apresentado dia 31 de março de 2017 num evento no Metro do Cais do Sodré.

### 2018: SingleDeixa que eu Vou
No final de 2018, lançou o single "Deixa que eu vou" com o reconhecido músico brasileiro Lucas Lucco com mais de 4,1 milhões de visualizações no Youtube. A música é de Mr. Marley e a letra de MC Zuka, Kasha e Mickael Carreira.

### 2019: SingleO Teu LugareDiz que Não
Já no início do ano de 2019 deu a conhecer um single muito especial "O Teu Lugar" dedicado à filha Beatriz que fez as delícias dos fãs. Este tema teve a autoria de Mickael Carreira, Nuno Ribeiro e David Carreira.
Ainda em 2019, lançou o single "Diz Que Não" com a cantora brasileira Lexa que atualmente conta com 3 milhões de visualizações no Youtube, tem autoria e composição de Mickael Carreira, Nuno Ribeiro, MC Zuka e Marley. Mais um projeto que demonstra a sua relação próxima com o panorama musical da América Latina.

## Discografia
- 2006: Mickael
- 2007: Entre Nós
- 2009: Tudo o que Eu Sonhei
- 2012: Viver a Vida
- 2014: Sem Olhar Para Trás
- 2016: Instinto

## Digressões
- 2007: 1ª digressão (fevereiro—setembro)
- 2008: Tour Entre Nós (março—dezembro)
- 2009: 3ª digressão
- 2010: 4ª digressão (fevereiro—novembro)
- 2011: 5ª digressão (abril—dezembro)[42]
- 2012: Tour Viver a Vida
- 2015: Tour Bailando (fevereiro—outubro)[43][44]
- 2016: M Tour — 10 Anos de Carreira[45]
- 2017: Tour Instinto
- 2018: Tour 2018
- 2019: Tour 2019